# 鯨波駅
鯨波駅（くじらなみえき）は、新潟県柏崎市鯨波一丁目にある、東日本旅客鉄道（JR東日本）信越本線の駅である。

## 概要
当駅は日本海に程近い柏崎市の鯨波地区に所在する無人駅である。かつては有人駅で、無人化された後も繁忙期には駅員が窓口で営業を行っていたが、夏期は海水浴場の利用客に対応するため駅員を臨時で派遣しており、国鉄時代の1986年（昭和61年）までは硬券の入場券や乗車券も発売されていた。JR化された1987年（昭和62年）の夏季には簡易的な自動発券機が駅舎内に持ち込まれて、駅員が感熱紙タイプの乗車券を発売していたが、1988年（昭和63年）ごろには駅員の臨時派遣が中止された。現在は通年で無人化されている。
また、海水浴シーズンには埼玉県の熊谷駅から上越市の柿崎駅間で運転されていた臨時快速列車「マリンブルーくじらなみ号」が当駅を経由して運転されていた。

## 歴史
- 1902年（明治35年）7月10日：北越鉄道の臨時駅として9月30日まで開業[3]。
- 1903年（明治36年）4月15日：北越鉄道の仮駅として10月31日限定であったが[4]、のちに1904年3月31日まで延長[5]。
- 1904年（明治37年）4月1日：北越鉄道の駅として開業[1][2]。
- 1907年（明治40年）8月1日：北越鉄道が国有化され、帝国鉄道庁（国有鉄道）の駅となる[2]。
- 1969年（昭和44年）
  - 1月1日：貨物の取り扱いを廃止[2]。
  - 7月3日：駅舎改築の落成式を挙行[6]。
- 1971年（昭和46年）12月1日：荷物の扱いを廃止[7]。無人駅となる[8]。
- 1987年（昭和62年）4月1日：国鉄分割民営化により、JR東日本の駅となる[2]。
- 2012年（平成24年）5月1日：名誉駅長を配置[9]。

## 駅構造
築堤上に相対式ホーム2面2線をもつ地上駅である。両ホームは跨線橋で連絡している。
長岡駅管理の無人駅となっているが、駅および駅周辺の美化活動を行うボランティアとしてJR東日本を退職したOBに名誉駅長を委嘱している。駅舎2階が待合室となっている。以前は当地の繁忙期である夏季の海水浴客に対応するため、臨時で駅員が派遣されており、1975年（昭和50年）ごろは通常一日50人の利用客数が2,500人から3,800人となることがあった。なお、駅舎内には、2階に乗車駅証明書発行機、運行情報確認用電話、お知らせ標、1階に男女化粧室、郵便箱、公衆電話が設置されている。

### のりば
| ホーム | 路線      | 方向 | 行先           |
| ------ | --------- | ---- | -------------- |
| 南側   | ■信越本線 | 上り | 直江津方面     |
| 北側   | ■信越本線 | 下り | 柏崎・長岡方面 |

※案内上ののりば番号は割り当てられていない。

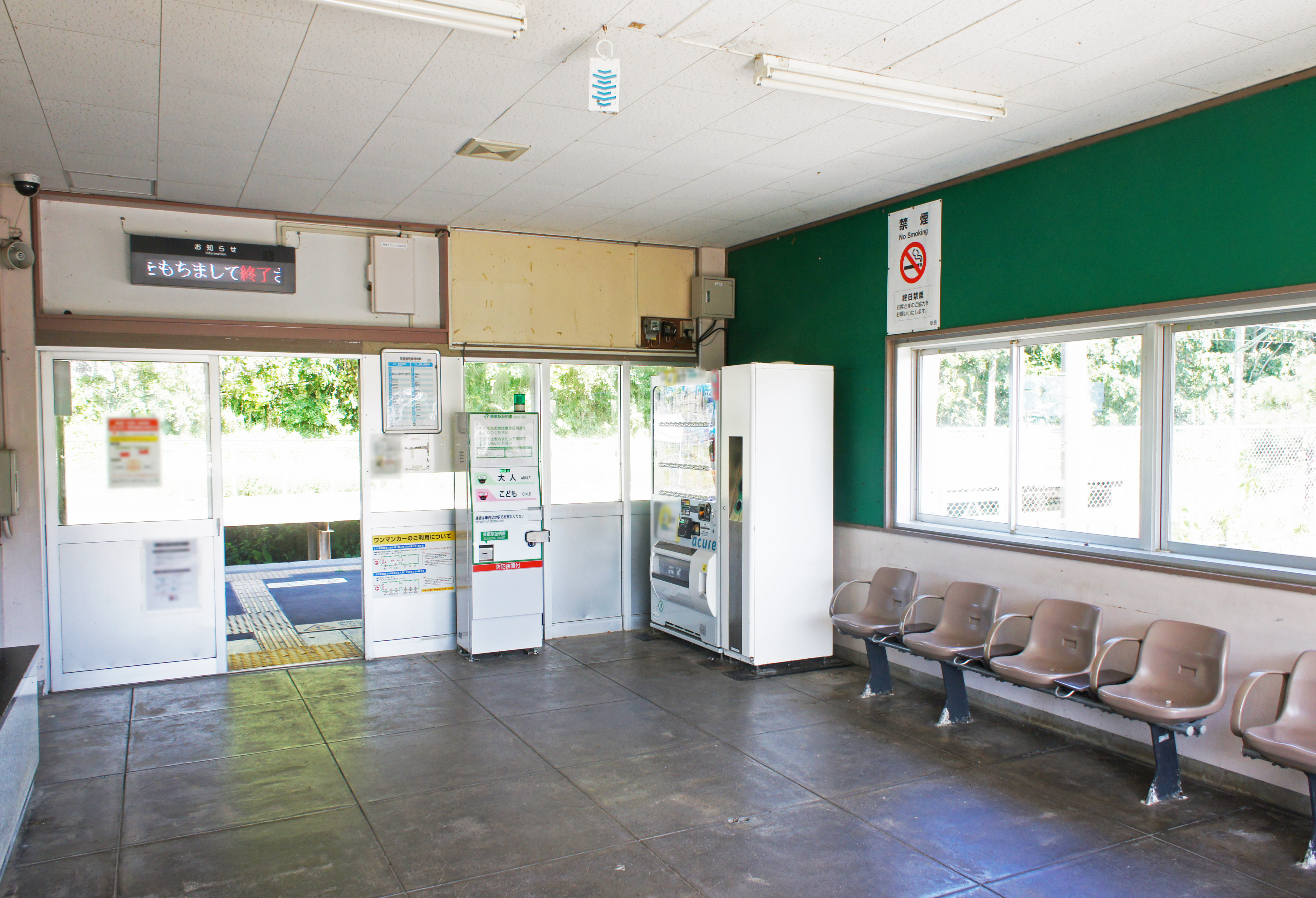
待合室（2021年9月）
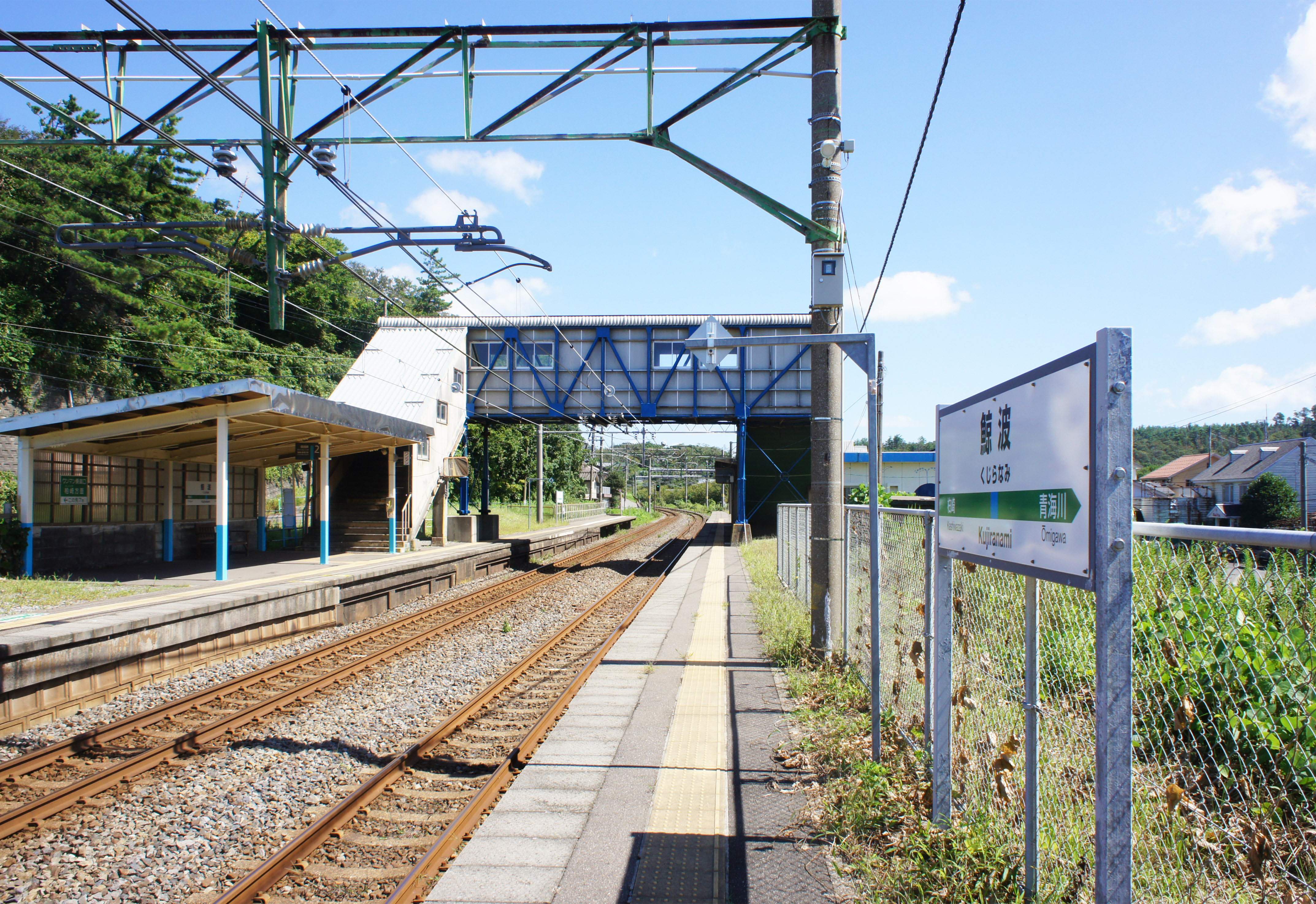
ホーム（2021年9月）

## 駅周辺
- 新潟県道117号鯨波停車場線
- 国道8号（日本海夕日ライン）
- 鯨波海水浴場
- 柏崎マリーナ

### バス路線
駅を出てすぐに越後交通の「鯨波駅前」バス停が設置されている。鯨波3丁目・川内・谷根方面や柏崎駅前方面へと結んでいる。

## 隣の駅
東日本旅客鉄道（JR東日本）
■信越本線
■快速
通過
■普通
青海川駅 - 鯨波駅 - 柏崎駅